# 사형참극
사형참극(Faces Of Death)은 미국에서 제작된 존 앨런 슈왈츠 감독의 1978년 다큐멘터리 영화이다.
이 영화는 대체로 부정적인 평가를 받았지만 박스오피스에서는 큰 성공을 거두었다.

## 출연
- Michael Carr - Francis B. Gröss 역
- Samuel Berkowitz - 희생자 역
- Mary Ellen Brighton - 살인 희생자 역
- Thomas Noguchi - Chief Medical Examiner Coroner 역

## 같이 보기
- 스너프 필름